# James Augustine
James Dale Augustine (nacido el 27 de febrero de 1984 en  in Midlothian, Illinois) es un exjugador de baloncesto estadounidense. Con 2.08 metros de estatura, jugaba en el puesto de ala-pívot.

## Trayectoria deportiva

### Universidad
Jugó con los Fighting Illini de la Universidad de Illinois durante 4 temporadas. En el año 2005 consiguió llegar con su equipo a la final de la NCAA, donde cayeron ante North Carolina. En total promedió 10,1 puntos y 7,5 rebotes por partido en toda su etapa universitaria.

### Profesional
Fue elegido en la undécima posición de la segunda ronda del Draft de la NBA de 2006 (41.ª total) por Orlando Magic. Tras no encontrar hueco en el equipo, fue enviado a Anaheim Arsenal, equipo de la NBA Development League para así poder tener minutos de juego. Allí jugó 9 partidos, promediando 10 puntos y 8 regotes por partido. Fue repescado por Orlando, pero apenas jugó 7 minutos un par de partidos. En 2007 vuelve a contar para el entrenador de los Magic.
En agosto de 2008 se incorpora a la plantilla del CB Gran Canaria de la liga ACB española donde disputa dos temporadas a gran nivel. En 2010, después de una exhaustiva revisión médica, firma por el Power Electronics Valencia.
En 2011 tras su paso por el Valencia Basket firma una temporada con el UCAM Murcia, equipo para el que juega durante toda la temporada a un nivel increíble, especialmente en el tramo final (MVP del mes de mayo y de las jornadas 21 y 23) y acabando con 18'6 puntos por partido (el mejor de la liga en ese aspecto), lo que lo convierte en uno de los jugadores más deseados por todos los equipos europeos.
Finalmente y tras varias ofertas firma para jugar la temporada 2012 en el Khimki ruso, campeón en el 2011 de la Eurocup. Después de 4 temporadas en el Khimki, en el 2016 ficha por el PBC CSKA Moscú.
En agosto de 2017 se anuncia su fichaje por el Unicaja Málaga de la liga ACB. Tras esta temporada se retira.

## Estadísticas

### Temporada regular
| Año     | Equipo  | PJ | PT | MPP | %TC  | %3P  | %TL  | RPP | APP | ROB | TPP | PPP |
| ------- | ------- | -- | -- | --- | ---- | ---- | ---- | --- | --- | --- | --- | --- |
| 2006–07 | Orlando | 2  | 0  | 3.5 | .333 | .000 | .000 | 1.5 | 1.0 | .0  | .0  | 1.0 |
| 2007–08 | Orlando | 25 | 0  | 6.0 | .529 | .000 | .500 | 1.2 | .1  | .2  | .1  | 1.6 |
| Total   |         | 27 | 0  | 5.8 | .514 | .000 | .500 | 1.2 | .1  | .2  | .0  | 1.6 |

### Playoffs
| Año     | Equipo  | PJ | PT | MPP | %TC   | %3P  | %TL  | RPP | APP | ROB | TPP | PPP |
| ------- | ------- | -- | -- | --- | ----- | ---- | ---- | --- | --- | --- | --- | --- |
| 2007–08 | Orlando | 1  | 0  | 2.0 | 1.000 | .000 | .000 | 1.0 | .0  | .0  | .0  | 2.0 |
| Total   |         | 1  | 0  | 2.0 | 1.000 | .000 | .000 | 1.0 | .0  | .0  | .0  | 2.0 |

## Logros personales
- Tiene el récord de rebotes histórico de su universidad.
- Es el primer jugador de los Fighting Illini y el duodécimo de la Big Ten Conference en alcanzar más de 1000 puntos y 1000 rebotes en una temporada.